# Medvurst

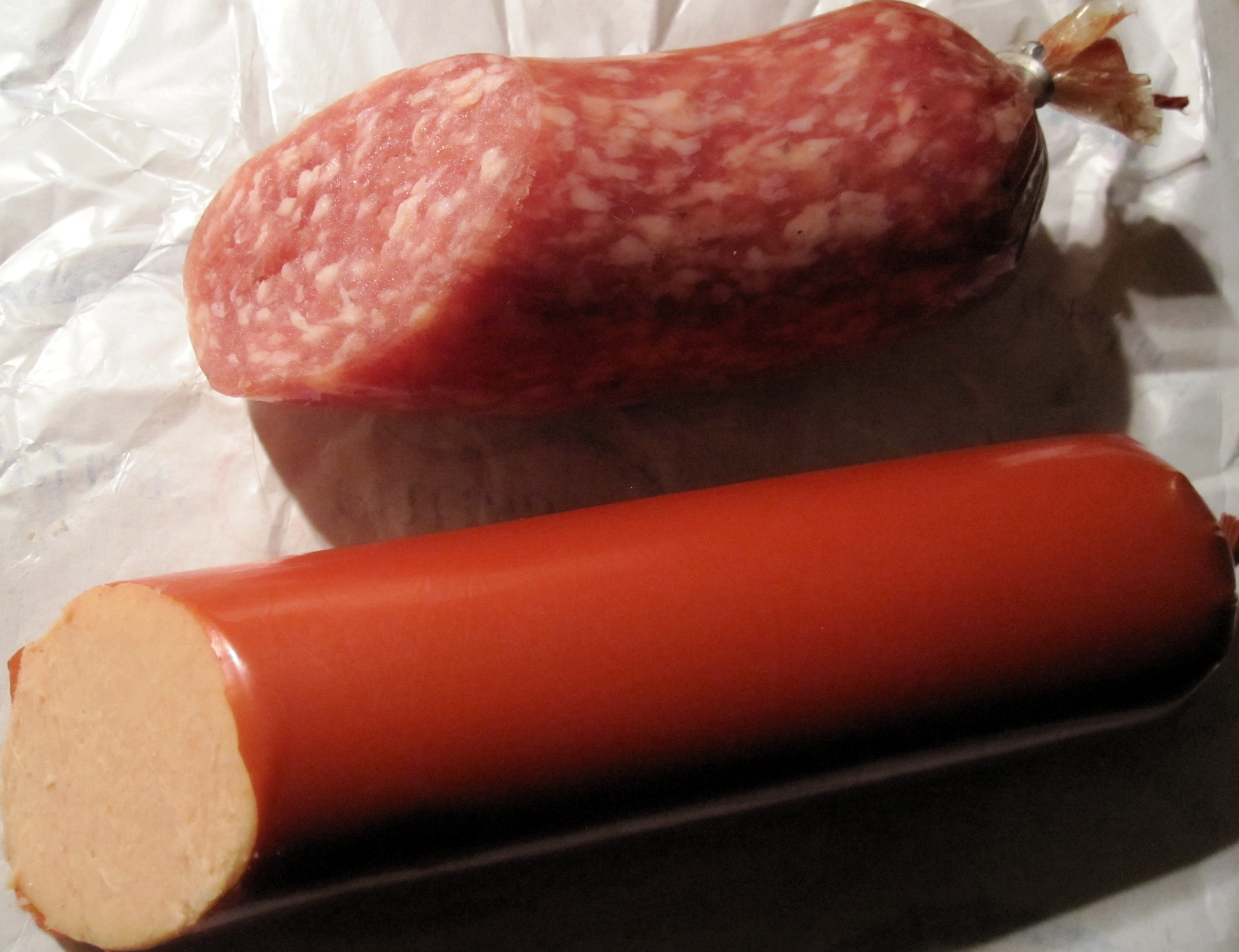
Tyska medvurstar med grovmalet respektive finmalet kött.

Medvurst eller medwurst är en prickig påläggskorv, som förekommer såväl kokt som rökt.
Namnet kommer från lågtyskans metworst, där met syftar på "magert fläskkött" och worst på "korv".
Från början användes medvurst som tilltugg till kål- eller ärtsoppa. Ordet "medvurst" är belagt i svenska språket sedan 1454.